# Ron Howell (cầu thủ bóng đá, sinh năm 1949)
Ronald Roger Howell (sinh ngày 22 tháng 5 năm 1949 ở Tottenham, Middlesex, Anh), là một cầu thủ bóng đá người Anh thi đấu ở vị trí tiền vệ ở Football League.